# PC Gamer
PC Gamer é uma revista fundada na Grã Bretanha em 1993 focada em videojogos para computadores pessoais publicados mensalmente pela Future Publishing. A revista possui várias edições regionais, sendo que os Estados Unidos e o Reino Unido são os que tem as edições mais vendidas em seus respectivos países.